# 2016년 유럽 홍수

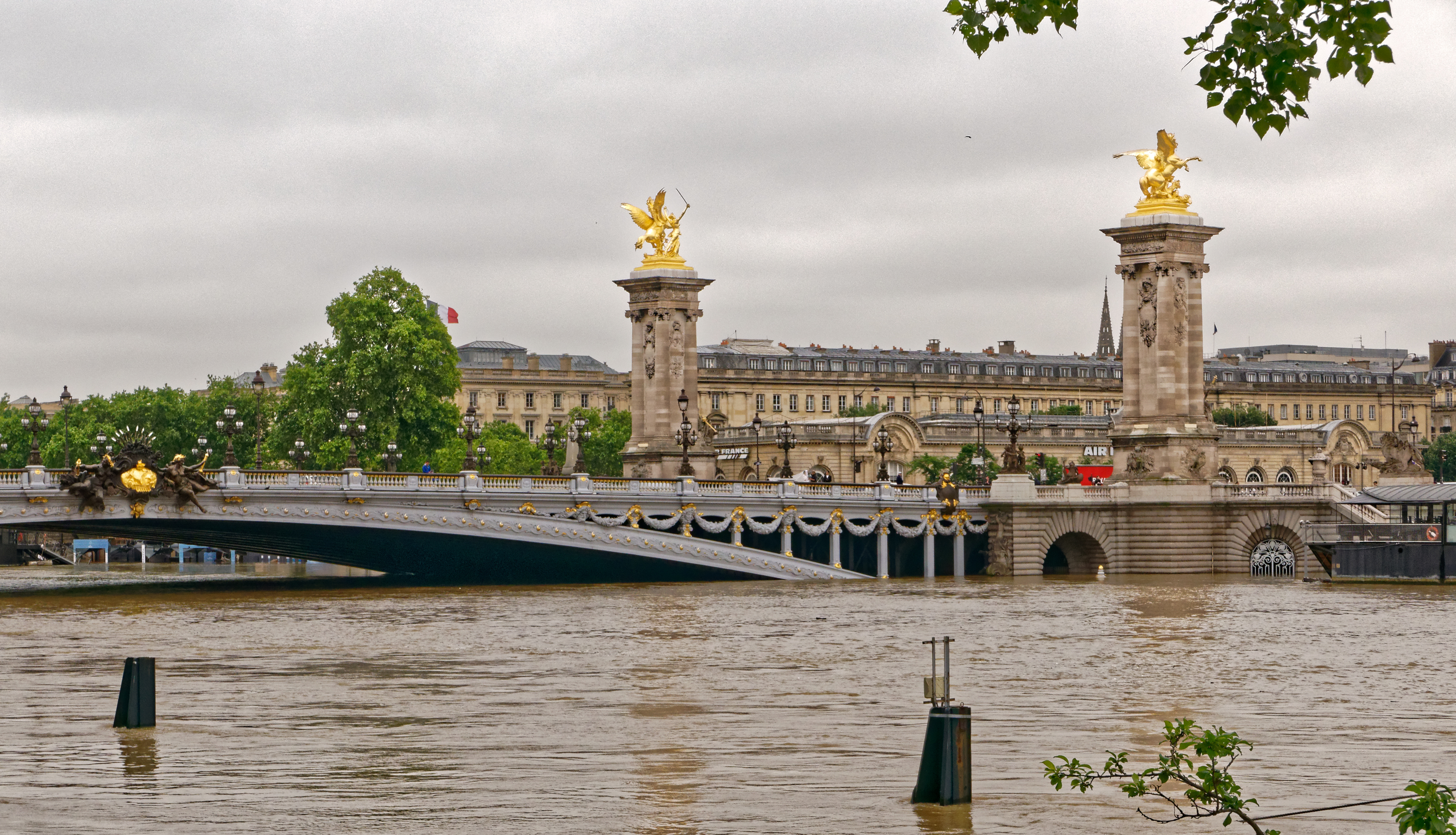
2016년 6월 3일 범람한 프랑스 파리의 센강

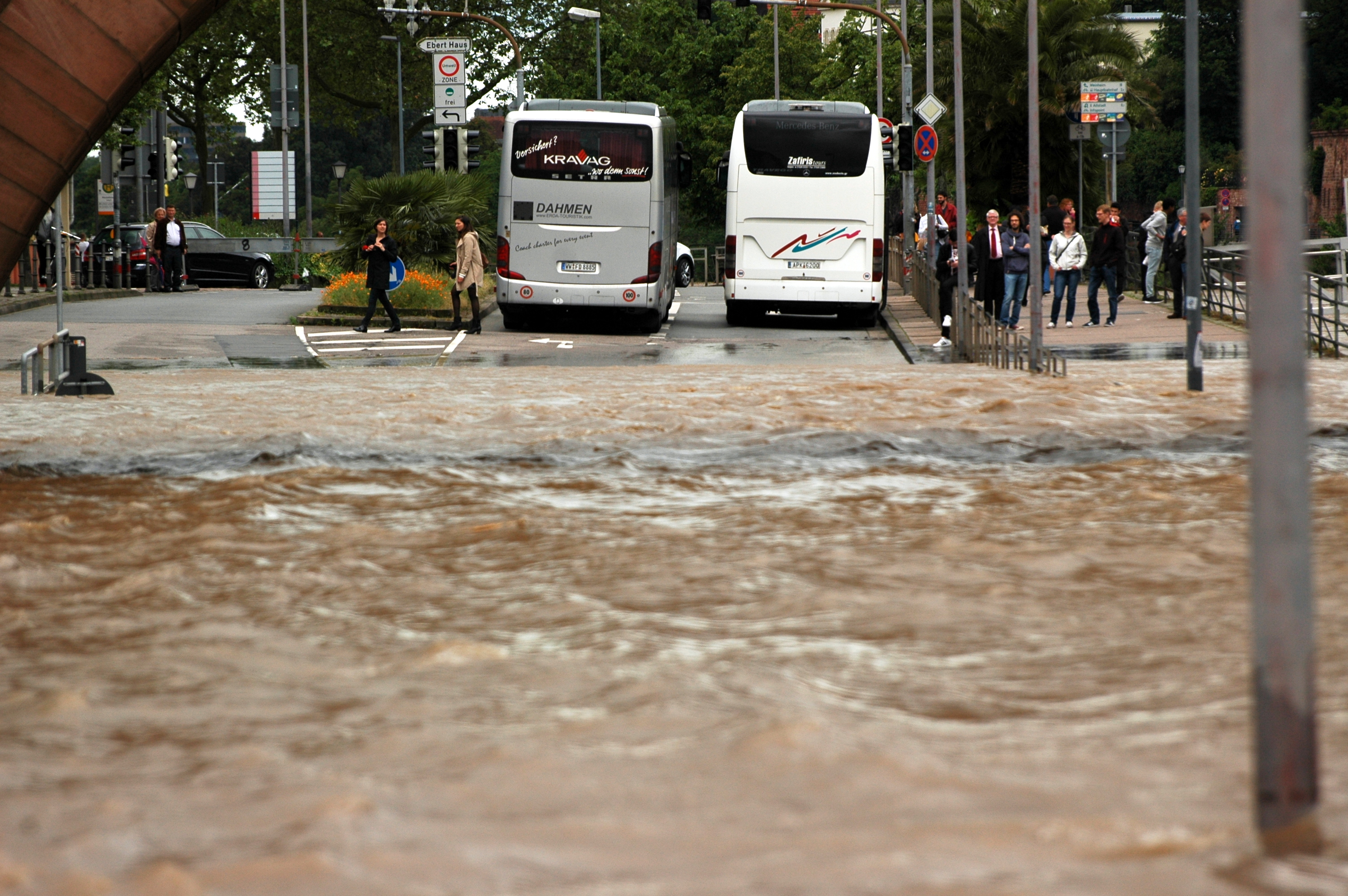
2016년 5월 30일 물에 잠긴 독일 하이델베르크 시내

2016년 유럽 홍수는 2016년 5월말부터 6월초에 걸쳐 내린 유럽 지역의 집중호우로 인해 독일과 프랑스를 중심으로 복수의 유럽 국가들에 발생한 수해이다. 이 시기 네카어강부터 시작해, 다뉴브강, 라인강, 센강이 차례로 범람하였다. 이번 홍수로 유럽 전역에서 최소 20명이 사망하였다. 이 홍수로 인해 파리의 루브르 박물관과 오르세 미술관이 임시 폐관하고, 보관된 예술품들이 대피하는 사태가 벌어졌다. 과학자들은 인간에 의한 기후 변화로 인해 앞으로 이런 극심한 집중호우가 유럽을 포함한 전세계에서 계속해서 늘어날 수 있다고 경고하였다.

## 사상자
| 국가     | 사망 | 실종 | 출처              |
| -------- | ---- | ---- | ----------------- |
| 독일     | 11   | 4    | [ 3 ] [ 4 ] [ 5 ] |
| 프랑스   | 4    |      | [ 6 ] [ 7 ]       |
| 벨기에   | 3    |      | [ 8 ] [ 9 ]       |
| 루마니아 | 2    |      | [ 10 ]            |